# Ella Toone
Ella Toone (Tyldesley, Inglaterra, Reino Unido; 2 de septiembre de 1999) es una futbolista inglesa. Juega de delantera y su equipo actual es el Manchester United W. F. C. de la FA Women's Super League. Es internacional absoluta por la selección de Inglaterra desde 2021.

## Trayectoria
Toone comenzó su carrera en el Blackburn Rovers L. F. C., donde jugó dos temporadas en la FA Women's National League, tercera categoría del país, hasta 2016 cuando fichó en el Manchester City W. F. C.. Luego de su fichaje, jugó un tiempo más en el Blackburn en acuerdo con el City. Debutó por el Manchester en julio de 2016 contra el Aston Villa W. F. C., en la victoria por 8-0 por la FA Continental Cup.
La delantera fue nominada a mejor futbolista joven de la WSP en mayo de 2018, galardón que ganó Beth Mead.

### Manchester United
En julio de 2018, fichó por el Manchester United W. F. C. en su temporada debut en la FA Women's Championship. Renovó su contrato con el club en la temporada 2020-21, ya en primera división. Terminó ese año como goleadora del equipo.
Extendió su contrato con el club el 20 de noviembre de 2021, hasta junio de 2025.

## Selección nacional
A nivel juvenil, Toone disputó la Copa Mundial Femenina de Fútbol Sub-17 de 2016. Fue citada para la Copa Mundial Femenina de Fútbol Sub-20 de 2018, sin embargo, no viajó por una lesión.

### Absoluta
Debutó por la selección de Inglaterra el 23 de febrero de 2021 contra Irlanda del Norte. La delantera anotó su hat-trick el 26 de octubre de 2021 a Letonia por la Clasificación para la Copa Mundial Femenina de Fútbol de 2023.
En junio de 2022 formó parte del plantel que ganó la Eurocopa Femenina 2022. Toone anotó el segundo gol de la victoria en la final a Alemania.

### Olímpica
En mayo de 2021, fue convocada para formar parte de la selección del Reino Unido para los Juegos Olímpicos de Tokio 2020. Disputó el encuentro contra Chile.

## Clubes
| Club                       | País       | Año           |
| -------------------------- | ---------- | ------------- |
| Blackburn Rovers L. F. C.  | Inglaterra | 2015-2017     |
| Manchester City W. F. C.   | Inglaterra | 2016-2018     |
| Manchester United W. F. C. | Inglaterra | 2018-presente |

## Palmarés

### Títulos nacionales
| Título                  | Equipo            | Sede       | Año     |
| ----------------------- | ----------------- | ---------- | ------- |
| FA Women's League Cup   | Manchester City   | Inglaterra | 2016    |
| FA WSL                  | Manchester City   | Inglaterra | 2016    |
| FA Women's Championship | Manchester United | Inglaterra | 2018-19 |
| Women's FA Cup          | Manchester United | Inglaterra | 2023-24 |

### Títulos internacionales
| Título               | Equipo     | Sede       | Año  |
| -------------------- | ---------- | ---------- | ---- |
| Eurocopa Femenina    | Inglaterra | Inglaterra | 2022 |
| Arnold Clark Cup     | Inglaterra | Inglaterra | 2022 |
| Finalissima Femenina | Inglaterra | Inglaterra | 2023 |
| Eurocopa Femenina    | Inglaterra | Inglaterra | 2025 |

### Distinciones individuales
| Distinción                             | Año     |
| -------------------------------------- | ------- |
| Jugadora del año del Manchester United | 2021-22 |

## Vida personal
Nacida en Tyldesley, Toone fue amiga y vecina de Keely Hodgkinson, atleta británica que al igual que la delantera, compitió en las Olimpiadas de 2022.